# ステパン・マカロフ
ステパン・オーシポヴィチ・マカロフ（ロシア語: Степа́н О́сипович Мака́ров, ラテン文字転写: Stepan Osipovich Makarov, スチパーン・オースィパヴィチュ・マカーラフ; ウクライナ語: Макаров Степан Осипович; ユリウス暦1848年12月27日（グレゴリオ暦1849年1月8日） - ユリウス暦1904年3月31日（グレゴリオ暦4月13日））は、ロシア帝国の海軍軍人、海軍中将、海洋学者。ロシア帝国科学アカデミー会員。海洋学に造詣の深い名将であったが、日露戦争において戦死した。

## 日露戦争までの来歴
ユリウス暦1848年12月27日（グレゴリオ暦1849年1月8日）に、ロシア帝国の領土だったウクライナのヘルソン県ニコラーエフ（現在のムィコラーイウ）で海軍准士官の家庭に生まれる。父の転属に伴いニコラエフスク・ナ・アムーレに移り、1858年、ニコラエフスク航海士学校に入学する。1865年、航海士学校を首席で卒業したが、父の希望により航海士ではなく、海軍士官候補生となる。
1867年、太平洋艦隊に配属される。1872年にバルト艦隊、1876年に黒海艦隊勤務となり、蒸気船「コンスタンチン大公」の艦長に任ぜられた。マカロフは、ロシア海軍における水雷艇運用・戦術論に関する第一人者のひとりであり、自らの発案によって、同艦を艦載水雷艇4隻搭載の水雷艇母艦に改造した。1877年、露土戦争において同艦と艦載水雷艇は実戦投入され、当初は失敗が相次いだものの、8月12日には、黒海のスフミ港外でオスマン帝国海軍の装甲艦「アーサール・シェブケト」に損害を与えた。このときに使用されたのは外装水雷であったが、マカロフ艦長は発明されたばかりの自走水雷（魚雷）にも注目しており、自ら海軍大臣に働きかけて入手すると、艦載水雷艇に搭載した。これは12月16日にバトゥミ港外で実戦投入されたが、このときは失敗した（1発は錨鎖に衝突して弾頭が外れ、もう1発は火薬の不良で不発）。続いて翌1878年1月14日深夜、やはりバトゥミ港外において、砲艦「インティバフ」を艦載水雷艇2隻が襲撃し、各艇1発ずつを命中させてうち1発が炸裂、同艦を撃沈したことで、「史上初めて魚雷によって敵艦を撃沈した」という栄誉を得た。
1880年から1881年、アハルテキンの中央アジア探検隊に参加。1881年から1882年には蒸気船「タマーニ」、1885年にはフリゲート「ポジャールスキー公」の艦長を務めた。
1886年にはコルベット「ヴィーチャシ」の艦長に就任し、1886年から1889年と、1894年から1896年の2回に渡って世界一周航海に出ている。2度に渡る航海では、総合的な海洋調査を実施し、研究の成果を『ヴィーチャシ号と太平洋』にまとめて発表した。また海軍戦術論の大家としても世界的に知られ、著書である『海軍戦術論』は世界各国で翻訳され、邦訳された物は東郷平八郎や秋山真之のほか日本海軍の将兵が必ず精読するような名著であり、東郷は自ら筆写したものを戦艦三笠の私室に備えていたという。
1890年、少将に昇進し、バルト艦隊最年少の提督となり、1891年、海軍砲術主任監察官となる。1894年、戦艦「ニコライ1世」に座乗し、1895年、極東に赴任、艦隊司令長官に就任する。1899年と1901年に北極探検を実施し、この時砕氷船を構想し、世界最初の砕氷船「イェルマーク」の建造を命じている。また砕氷船をバイカル湖にも導入、フェリー「バイカル」と貨客船「アンガラ」を就航させた。

## 日露戦争

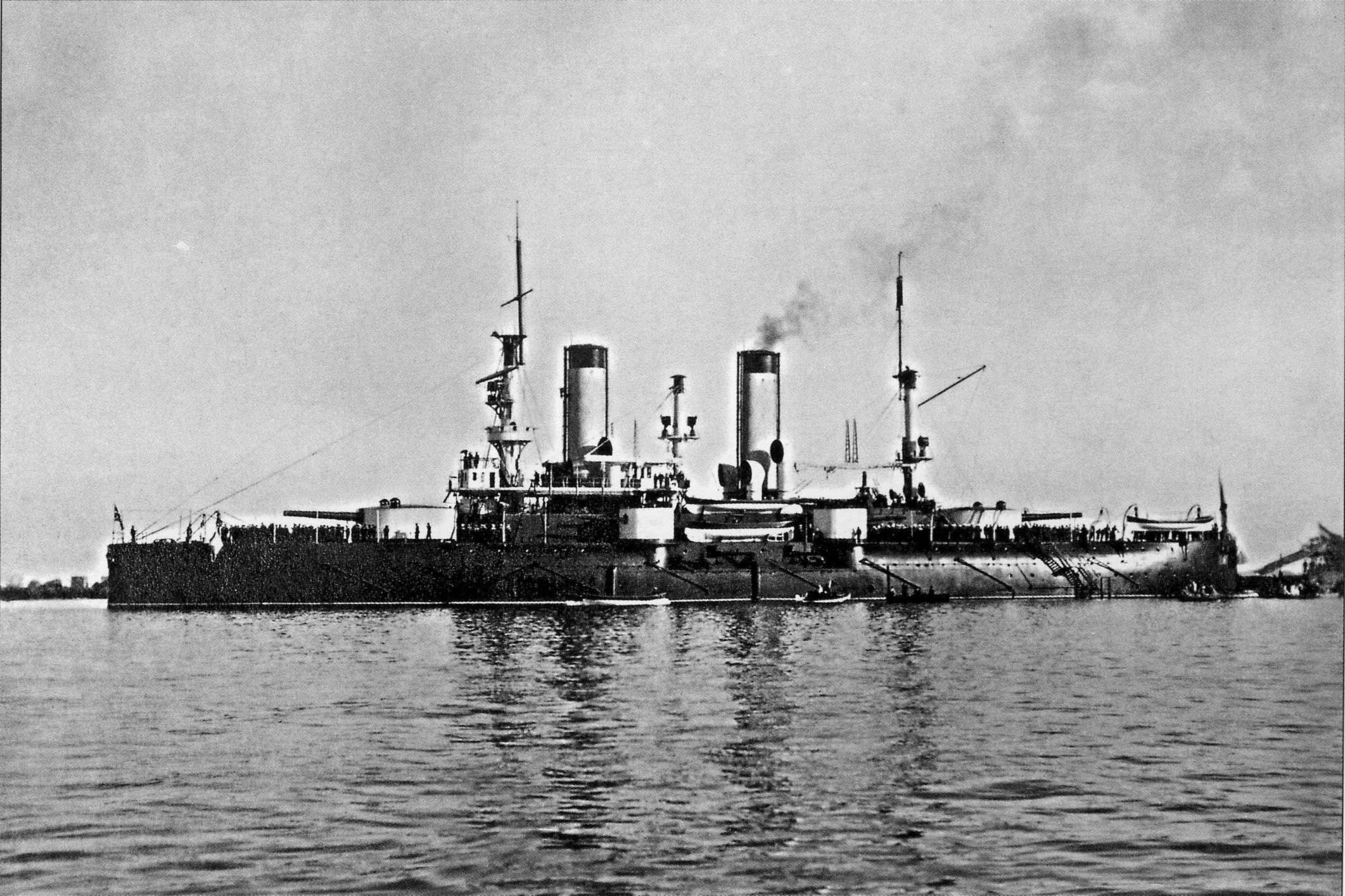
最期の乗艦となった戦艦「ペトロパヴロフスク」

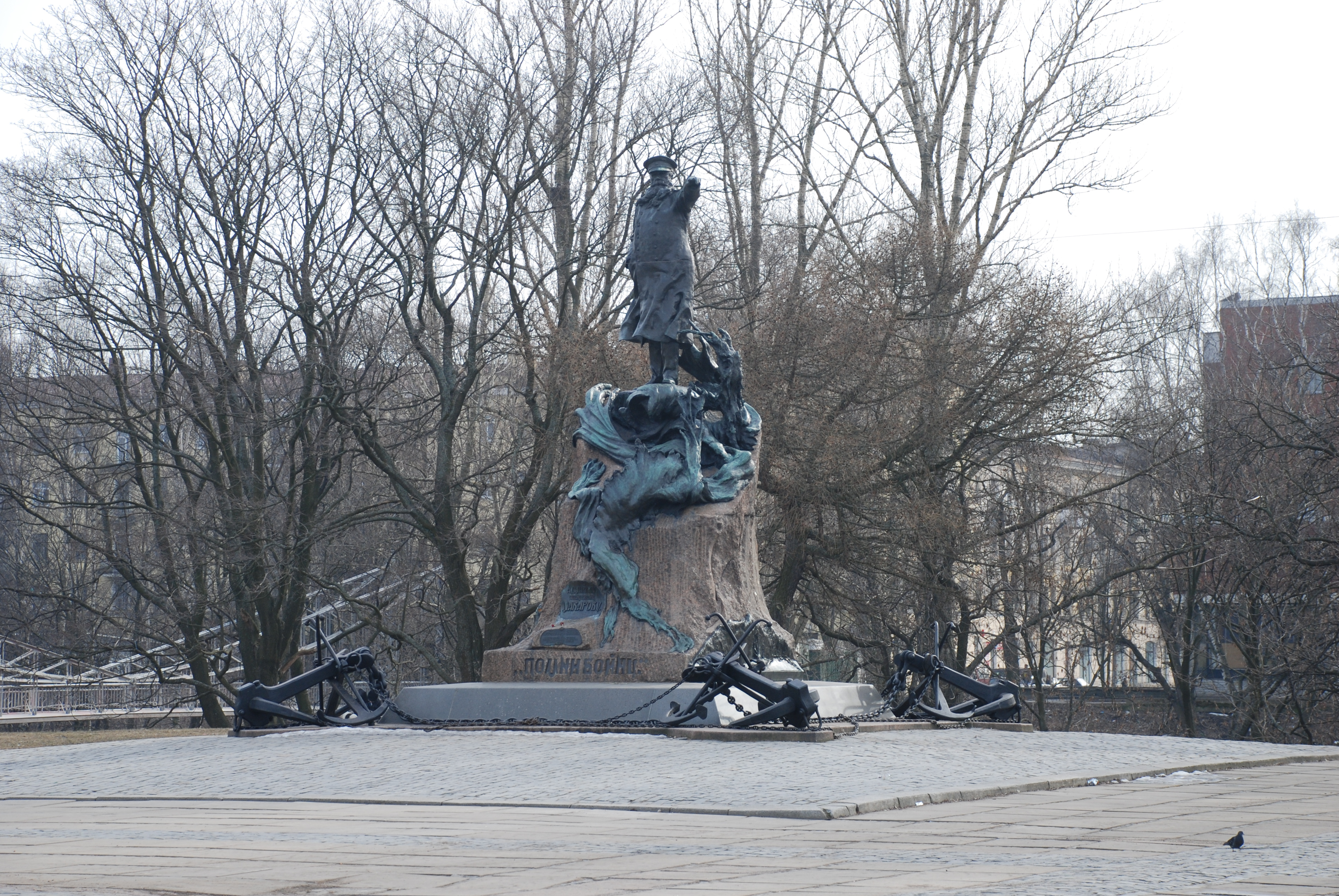
クロンシュタットのステパン・マカロフ記念碑。台座には砕氷船イェルマークでの探検や旅順でのペトロパブロフスク爆沈などを描いたレリーフが飾られている

### ロシア太平洋艦隊司令長官への就任
1904年、日露戦争が起こる。第一次旅順攻撃で日本海軍の奇襲を許しその責任を追及されて解任されたオスカル・スタルク司令長官の後任として、マカロフは3月8日にロシア太平洋艦隊司令長官に就任した。攻撃精神に富むとともに計画性･最先端技術への理解が深くロシア海軍屈指の名将との評価も高いマカロフの着任は、その相手となる日本の連合艦隊にとっては非常な脅威であり、太平洋艦隊の士気も大いに上がった。
旅順着任直後に日本海軍による第四次旅順攻撃を受けるが、マカロフは自軍の水雷艇ステレグーシチイが猛攻を受けていると知り、自ら巡洋艦ノーウィックに座乗して出撃した。結局ステレグーシチイは救えなかったが、このようなマカロフの常に陣頭指揮を行う行動や飾らない人柄は部下将兵に好意的に受け入れられ、「マカロフ爺さん」と呼ばれ親しまれるようになっていく。
マカロフは士気が低下していた将兵の意識改善や体制改革に取り組み、常に部下の士官や下士官と会話を交わしつつ、ロシア太平洋艦隊の現状掌握に努めた。また損害を受けない範囲で可能な限り自艦隊を港外に出して練度の向上を図り、日本艦隊との交戦も辞さなかった。

### 戦死

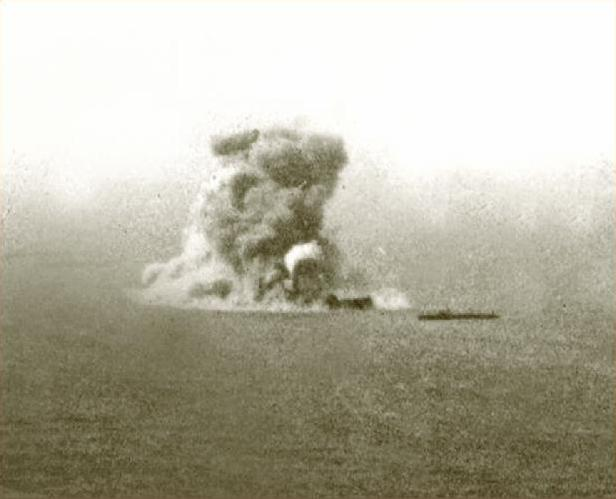
轟沈する「ペトロパヴロフスク」

一方、第二回旅順口閉塞作戦に失敗した連合艦隊は、旅順口攻撃の一環として旅順の封鎖を機雷敷設によって行うようになる。
1904年4月13日、機雷の敷設を行っていた連合艦隊の駆逐艦4隻と偵察をしていたロシア艦隊の駆逐艦1隻による、遭遇戦が発生した（第七次旅順攻撃）。ロシア艦隊の駆逐艦はたちまち撃沈されるが、その情報を知ったマカロフは旗艦である戦艦「ペトロパヴロフスク」に座乗し、戦艦5隻･巡洋艦4隻を率いて生存者の救援と日本艦隊の攻撃に向かう。
日本の主力艦隊を認めると旅順港に引き返すが、座乗していた旗艦「ペトロパヴロフスク」が日本軍の敷設した機雷に触雷し爆沈。マカロフは避難しようとしたが間に合わず、乗組員500人と共に戦死した。一説には秋山真之が過去の出撃パターンから予測されるロシア艦隊の航路を割り出し、予めそのエリアに機雷を散布していたとも言われる。
日本では、マカロフ戦死の報を受けて、都市部で戦勝を祝う提灯行列などが行われた。

### 戦死の影響
マカロフの戦死はロシア太平洋艦隊の将兵に衝撃を与えたと伝えられる。
日本では戦死したマカロフを哀れむような詩や短歌が新聞に載った。その中で石川啄木は、「マカロフ提督追悼の詩」を1904年6月13日に作って『太陽』8月号に発表し（当時の題は「マカロフ提督追悼」）、翌1905年5月に刊行した詩集『あこがれ』に収録した。この中で啄木は、
君を憶へば、身はこれ敵国の

東海遠き日本の一詩人、

敵乍（なが）らに、苦しき声あげて

高く叫ぶよ、（鬼神も跪（ひざま）づけ、

敵も味方も汝（な）が矛地に伏せて、

マカロフが名に暫しは鎮まれよ。）

ああ偉いなる敗将、軍神の

選びに入れる露西亜の孤英雄、

無情の風はまことに君が身に

まこと無情の翼をひろげき、と。 
と敵将の死を悼んだ。この作品について、山本健吉が「敵ながらあっぱれと称賛する姿勢」と評したのに対して、岩城之徳は啄木の姿勢は「あっぱれ」の原義である「あはれ」に含まれる同情ではなく、「孤英雄」と表現したマカロフを「死を恐れず雄々しく戦った」人物として描き、同時代の日本の詩歌作品と異なる点を指摘している。
アメリカに特使として派遣され、広報外交を行っていた金子堅太郎は、演説の中でマカロフへの哀悼のコメントを発し、アメリカ世論からの支持を取り付けることに成功した。
マカロフを顕彰する記念碑が、生地であるウクライナのムィコラーイウやロシアのウラジオストクにある他、いくつかの艦船にはアドミラル・マカロフ（マカロフ提督）の船名がつけられている。クロンシュタット軍港の銅像に付された詩文は石川啄木の詩が原典ではないかと言われたことがあったが、研究者の現地調査により、ロシア人の詩人による作であると確認されている。